# 3-Tre-Rennen

Logo der 3-Tre-Weltcuprennen in Madonna di Campiglio

Die 3-Tre-Rennen sind internationale alpine Skirennen für Herren, die seit 1950 in der italienischen Provinz Trient austragen werden.
Der Name 3Tre (gesprochen Tre-Tre, italienisch für Drei Drei bzw. „3 Trentino“) entstand dadurch, dass diese Rennen zunächst an 3 Orten im Trentino stattfanden. Diese Orte waren Fai della Paganella, Serrada di Folgaria und der Monte Bondone. 1952 fanden die Rennen in San Martino di Castrozza statt, danach wechselten sich Canazei und die Marmolata ab, bis 1957 die 3-Tre-Rennen erstmals in Madonna di Campiglio ausgetragen wurden, wo sie bis heute stattfinden. Nur noch einmal, im Jahr 1961, wurden die Rennen in Canazei ausgetragen. Zweimal Anfang der 1970er-Jahre sowie in der Saison 1983/1984 gab es eine Kooperation mit Gröden, wo statt Madonna di Campiglio einzelne Wettbewerbe der 3-Tre-Rennen ausgetragen wurden. Der Termin der 3-Tre-Rennen war in den ersten Jahrzehnten unterschiedlich (Januar bis März), seit dem Winter 1972/1973 ist er immer im Dezember. Bei den 3-Tre-Rennen wurden bis Mitte der 1980er-Jahre alle Disziplinen gefahren (Abfahrt, Riesenslalom, Slalom, zuletzt auch der Super-G, sowie eine Kombinationswertung um den Gesamtsieg), wobei nicht in jedem Jahr jede Disziplin ausgetragen wurde. Anstelle der Abfahrt kam auch mehrmals ein zweiter Riesenslalom zur Austragung.
Seit der Saison 1985/1986 bestehen sie nur noch aus einem Slalom, der auf der Piste Canalone Miramonti in Madonna di Campiglio gefahren wird.
Im Februar 1967 zählte mit dem Slalom erstmals ein Wettbewerb der 3-Tre-Rennen zum in jenem Jahr neu eingeführten Weltcup. Davor waren die 3-Tre-Rennen in manchen Jahren als FIS-I-A-Rennen – der damals höchsten Rennklasse – ausgetragen worden, in anderen Jahren als FIS-I-B-Rennen – der zweithöchsten Rennklasse. Ab dem Winter 1969/1970 zählten mit Ausnahme der Kombination alle Wettbewerbe der 3-Tre-Rennen zum Weltcup, die Kombination kam erst 1982/1983 hinzu. Allerdings gab es bereits ab 1979/1980 zum Weltcup zählende Kombinationswertungen des 3-Tre-Slaloms bzw. -Riesenslaloms mit der Abfahrt von Gröden. Nachdem die 3-Tre-Rennen ab 1985/1986 nur noch als Weltcupslalom ausgetragen worden waren – zunächst noch jährlich, dann alle zwei Jahre –, gab es ab der Saison 2006/2007 vorerst keine Rennen mehr. Nach dreijähriger Unterbrechung fanden die 3-Tre-Rennen ab 2009/2010 drei Jahre lang als Europacuprennen statt, bis im Dezember 2012, erstmals seit sieben Jahren, wieder ein Weltcupslalom ausgetragen wurde. Rekordsieger der 3-Tre-Rennen ist mit klarem Vorsprung der Schwede Ingemar Stenmark, der von Dezember 1974 bis Dezember 1983 zwölf Siege feierte (davon neun Siege in Weltcuprennen).

## Podiumsplatzierungen

### 3-Tre-Rennen vor Einführung des Weltcups
| Nr. | Jahr | Disziplin    | 1. Platz            | 2. Platz           | 3. Platz                   | Anmerkungen                                                                                                   |
| --- | ---- | ------------ | ------------------- | ------------------ | -------------------------- | --- |
| 01  | 1950 | Abfahrt      | Zeno Colò           | Albino Alverà      | Mario Beltrandi            | Austragungsorte: Fai della Paganella, Serrada di Folgaria, Monte Bondone                                      |
| 01  | 1950 | Riesenslalom | Vittorio Chierroni  | Alberto Marcellin  | Hermann Nogler             | Austragungsorte: Fai della Paganella, Serrada di Folgaria, Monte Bondone                                      |
| 01  | 1950 | Slalom       | Zeno Colò           | Sepp Folger        | Hermann Nogler             | Austragungsorte: Fai della Paganella, Serrada di Folgaria, Monte Bondone                                      |
| 01  | 1950 | Kombination  | Hermann Nogler      | Vittorio Chierroni | Alberto Marcellin          | Austragungsorte: Fai della Paganella, Serrada di Folgaria, Monte Bondone                                      |
| 02  | 1951 | Abfahrt      | Hermann Nogler      | Amedeo Catturani   | Silvio Alverà Alois Zauner | Austragungsorte: Fai della Paganella, Serrada di Folgaria, Monte Bondone                                      |
| 02  | 1951 | Riesenslalom | Gérard Pasquier     | Giuseppe Poncet    | Mario Beltrandi            | Austragungsorte: Fai della Paganella, Serrada di Folgaria, Monte Bondone                                      |
| 02  | 1951 | Slalom       | Firmin Mathis       | Alois Zauner       | Silvio Alverà              | Austragungsorte: Fai della Paganella, Serrada di Folgaria, Monte Bondone                                      |
| 02  | 1951 | Kombination  | Hermann Nogler      | Amedeo Catturani   | Dario Pompanin             | Austragungsorte: Fai della Paganella, Serrada di Folgaria, Monte Bondone                                      |
| 03  | 1952 | Riesenslalom | François Baud       | Guido Ghedina      | Adrien Duvillard           | Austragungsort: San Martino di Castrozza                                                                      |
| 03  | 1952 | Riesenslalom | Guido Ghedina       | Adrien Duvillard   | Richard Berthet            | Austragungsort: San Martino di Castrozza                                                                      |
| 03  | 1952 | Slalom       | Guido Ghedina       | François Baud      | Georges Panisset           | Austragungsort: San Martino di Castrozza                                                                      |
| 03  | 1952 | Kombination  | Guido Ghedina       | François Baud      | Georges Panisset           | Austragungsort: San Martino di Castrozza                                                                      |
| 04  | 1953 | Abfahrt      | Carlo Gartner       | René Rey           | Ernst Hinterseer           | Austragungsorte: Canazei, Marmolata                                                                           |
| 04  | 1953 | Riesenslalom | René Rey            | Ernst Oberaigner   | Otto Gluck                 | Austragungsorte: Canazei, Marmolata                                                                           |
| 04  | 1953 | Slalom       | René Rey            | Georges Schneider  | Ernst Oberaigner           | Austragungsorte: Canazei, Marmolata                                                                           |
| 04  | 1953 | Kombination  | René Rey            | Ernst Oberaigner   | Carlo Gartner              | Austragungsorte: Canazei, Marmolata                                                                           |
| 05  | 1954 | Riesenslalom | Christian Pravda    | Ernst Hinterseer   | Ernst Oberaigner           | Austragungsort: Marmolata                                                                                     |
| 05  | 1954 | Riesenslalom | Christian Pravda    | Stein Eriksen      | Ernst Hinterseer           | Austragungsort: Marmolata                                                                                     |
| 05  | 1954 | Slalom       | Stein Eriksen       | Ernst Hinterseer   | Christian Pravda           | Austragungsort: Marmolata                                                                                     |
| 05  | 1954 | Kombination  | Christian Pravda    | Ernst Hinterseer   | Ernst Oberaigner           | Austragungsort: Marmolata                                                                                     |
| 06  | 1955 | Riesenslalom | Josef Rieder        | Toni Sailer        | Walter Schuster            | Austragungsort: Canazei                                                                                       |
| 06  | 1955 | Riesenslalom | Toni Sailer         | Josef Rieder       | Walter Schuster            | Austragungsort: Canazei                                                                                       |
| 06  | 1955 | Slalom       | Josef Rieder        | Hermann Gamon      | Toni Mark                  | Austragungsort: Canazei                                                                                       |
| 06  | 1955 | Kombination  | Josef Rieder        | Toni Sailer        | Egon Zimmermann I          | Austragungsort: Canazei                                                                                       |
| 07  | 1956 | Riesenslalom | Ernst Hinterseer    | Ernst Oberaigner   | Josef Rieder               | Austragungsort: Marmolata                                                                                     |
| 07  | 1956 | Riesenslalom | Ernst Hinterseer    | Josef Rieder       | Buddy Werner               | Austragungsort: Marmolata                                                                                     |
| 07  | 1956 | Slalom       | Josef Rieder        | Charles Bozon      | Walter Schuster            | Austragungsort: Marmolata                                                                                     |
| 07  | 1956 | Kombination  | Ernst Hinterseer    | Josef Rieder       | Ernst Oberaigner           | Austragungsort: Marmolata                                                                                     |
| 08  | 1957 | Abfahrt      | Toni Mark           | Gebhard Hilbrand   | Paride Milianti            | Seit 1957 werden – mit Ausnahme des Jahres 1961 – die 3-Tre-Rennen immer in Madonna di Campiglio ausgetragen. |
| 08  | 1957 | Riesenslalom | Egon Zimmermann I   | Charles Bozon      | Toni Mark                  | Seit 1957 werden – mit Ausnahme des Jahres 1961 – die 3-Tre-Rennen immer in Madonna di Campiglio ausgetragen. |
| 08  | 1957 | Slalom       | Charles Bozon       | Paride Milianti    | Gebhard Hilbrand           | Seit 1957 werden – mit Ausnahme des Jahres 1961 – die 3-Tre-Rennen immer in Madonna di Campiglio ausgetragen. |
| 08  | 1957 | Kombination  | Toni Mark           | Charles Bozon      | Gebhard Hilbrand           | Seit 1957 werden – mit Ausnahme des Jahres 1961 – die 3-Tre-Rennen immer in Madonna di Campiglio ausgetragen. |
| 09  | 1958 | Abfahrt      | Willi Forrer        | Bruno Alberti      | Pepi Gramshammer           | |
| 09  | 1958 | Riesenslalom | Bruno Alberti       | Paride Milianti    | Willi Forrer               | |
| 09  | 1958 | Slalom       | Adrien Duvillard    | Helmut Schaller    | Tom Corcoran               | |
| 09  | 1958 | Kombination  | Willi Forrer        | Tom Corcoran       | Pepi Gramshammer           | |
| 10  | 1959 | Abfahrt      | Karl Schranz        | Willi Forrer       | Bruno Alberti              | |
| 10  | 1959 | Riesenslalom | Karl Schranz        | Bruno Alberti      | Guy Périllat               | |
| 10  | 1959 | Slalom       | Charles Bozon       | Jean Vuarnet       | François Bonlieu           | |
| 10  | 1959 | Kombination  | Karl Schranz        | François Bonlieu   | Pepi Gramshammer           | |
| 11  | 1960 | Abfahrt      | Georges Duvillard   | Gaston Perrot      | Pierre Stamos              | |
| 11  | 1960 | Riesenslalom | Pepi Gramshammer    | Pierre Stamos      | Giuliano Talmon            | |
| 11  | 1960 | Slalom       | Michel Arpin        | Egon Zimmermann II | Helmuth Gartner            | |
| 11  | 1960 | Kombination  | Pepi Gramshammer    | Pierre Stamos      | Egon Zimmermann II         | |
| 12  | 1961 | Abfahrt      | Egon Zimmermann II  | Gerhard Nenning    | Bruno Alberti              | Austragungsort: Canazei                                                                                       |
| 12  | 1961 | Riesenslalom | Carlo Senoner       | Bruno Alberti      | Egon Zimmermann II         | Austragungsort: Canazei                                                                                       |
| 12  | 1961 | Slalom       | Carlo Senoner       | Egon Zimmermann II | Felice De Nicolo           | Austragungsort: Canazei                                                                                       |
| 12  | 1961 | Kombination  | Egon Zimmermann II  | Bruno Alberti      | Carlo Senoner              | Austragungsort: Canazei                                                                                       |
| 13  | 1962 | Abfahrt      | Bruno Alberti       | Siegfried Draxl    | Yves Bienvenu              | |
| 13  | 1962 | Riesenslalom | Paride Milianti     | Italo Pedroncelli  | Bruno Alberti              | |
| 13  | 1962 | Slalom       | Mathias Leitner     | Felice De Nicolo   | Paride Milianti            | |
| 13  | 1962 | Kombination  | Paride Milianti     | Mathias Leitner    | Bruno Alberti              | |
| 14  | 1963 | Abfahrt      | Wolfgang Bartels    | Léo Lacroix        | Carlo Senoner              | |
| 14  | 1963 | Riesenslalom | Gerhard Nenning     | Josef Minsch       | Jean-Claude Killy          | |
| 14  | 1963 | Slalom       | Italo Pedroncelli   | Ludwig Leitner     | Carlo Senoner              | |
| 14  | 1963 | Kombination  | Carlo Senoner       | Léo Lacroix        | Josef Minsch               | |
| 15  | 1964 | Abfahrt      | Willy Bogner junior | Josef Minsch       | Karl Schranz               | |
| 15  | 1964 | Abfahrt      | Wolfgang Bartels    | Egon Zimmermann II | Karl Schranz               | |
| 15  | 1964 | Kombination  | Karl Schranz        | Dumeng Giovanoli   | Wolfgang Bartels           | |
| 16  | 1965 | Abfahrt      | Stefan Sodat        | Gerhard Mussner    | Heinrich Messner           | |
| 16  | 1965 | Riesenslalom | Jules Melquiond     | Heinrich Messner   | Gerhard Mussner            | |
| 16  | 1965 | Slalom       | Jules Melquiond     | Georges Mauduit    | Gerhard Mussner            | |
| 16  | 1965 | Kombination  | Heinrich Messner    | Gerhard Mussner    | Jules Melquiond            | |
| 17  | 1966 | Abfahrt      | Josef Minsch        | Egon Zimmermann II | Ivo Mahlknecht             | |
| 17  | 1966 | Riesenslalom | Heinrich Messner    | Ludwig Leitner     | Ivo Mahlknecht             | |
| 17  | 1966 | Slalom       | Ludwig Leitner      | Håkon Mjøen        | Willy Bogner junior        | |
| 17  | 1966 | Kombination  | Heinrich Messner    | Ivo Mahlknecht     | Ludwig Leitner             | |

### 3-Tre-Rennen ab Einführung des Weltcups
In den ersten Weltcupjahren wurden die 3-Tre-Rennen meist noch als nicht zum Weltcup zählende FIS-Rennen ausgetragen, nur der Slalom 1967 zählte erstmals zum Weltcup.
| Nr. | Saison    | Disziplin                     | 1. Platz                      | 2. Platz                      | 3. Platz                      | Anmerkungen                        |
| --- | --------- | ----------------------------- | ----------------------------- | ----------------------------- | ----------------------------- | ---------------------------------- |
| 18  | 1967      | Abfahrt                       | Heinrich Messner              | Guy Périllat                  | Hans Peter Rohr               | Nur der Slalom zählte zum Weltcup. |
| 18  | 1967      | Riesenslalom                  | Guy Périllat                  | Karl Schranz                  | Stefan Kälin                  | Nur der Slalom zählte zum Weltcup. |
| 18  | 1967      | Slalom                        | Guy Périllat                  | Louis Jauffret                | Léo Lacroix                   | Nur der Slalom zählte zum Weltcup. |
| 18  | 1967      | Kombination                   | Guy Périllat                  | Heinrich Messner              | Ivo Mahlknecht                | Nur der Slalom zählte zum Weltcup. |
| 19  | 1967/1968 | Wegen Schneemangels abgesagt. | Wegen Schneemangels abgesagt. | Wegen Schneemangels abgesagt. | Wegen Schneemangels abgesagt. |                                    |
| 20  | 1968/69   | Abfahrt                       | Michel Dätwyler               | Kurt Huggler                  | Bernhard Russi                | Kein Rennen zählte zum Weltcup.    |
| 20  | 1968/69   | Riesenslalom                  | Gerhard Prinzing              | Sepp Heckelmiller             | Bengt-Erik Grahn              | Kein Rennen zählte zum Weltcup.    |
| 20  | 1968/69   | Slalom                        | Felice De Nicolo              | Gerhard Riml                  | Andrzej Bachleda-Curuś        | Kein Rennen zählte zum Weltcup.    |
| 20  | 1968/69   | Kombination                   | Gerhard Prinzing              | Bengt-Erik Grahn              | Max Rieger                    | Kein Rennen zählte zum Weltcup.    |

Ab 1969/1970 waren die 3-Tre-Rennen in Madonna di Campiglio fixer Bestandteil des Weltcups. Die Kombinationswertungen zählten erst ab 1983/1984 zum Weltcup, doch schon in den Jahren davor gab es zum Weltcup zählende Kombinationen des 3-Tre-Slaloms bzw. -Riesenslaloms mit der Abfahrt von Gröden. Im Winter 1972/1973 wurde der Termin der 3-Tre-Rennen geändert. Fanden sie zuvor meist in der zweiten Saisonhälfte statt, werden sie seither immer im Dezember ausgetragen.
| Nr. | Saison  | Disziplin                     | 1. Platz                      | 2. Platz                      | 3. Platz                      | Anmerkungen |
| --- | ------- | ----------------------------- | ----------------------------- | ----------------------------- | ----------------------------- | --- |
| 21  | 1969/70 | Riesenslalom                  | Gustav Thöni                  | Dumeng Giovanoli              | Jean-Noël Augert              | Die Kombination zählte nicht zum Weltcup. |
| 21  | 1969/70 | Riesenslalom                  | Gustav Thöni                  | Edmund Bruggmann              | Jean-Noël Augert              | Die Kombination zählte nicht zum Weltcup. |
| 21  | 1969/70 | Slalom                        | Henri Bréchu                  | Gustav Thöni                  | Dumeng Giovanoli              | Die Kombination zählte nicht zum Weltcup. |
| 21  | 1969/70 | Kombination                   | Gustav Thöni                  | Werner Bleiner                | Jakob Tischhauser             | Die Kombination zählte nicht zum Weltcup. |
| 22  | 1970/71 | Riesenslalom                  | Henri Duvillard               | Patrick Russel                | Gustav Thöni                  | Die Kombination zählte nicht zum Weltcup. |
| 22  | 1970/71 | Slalom                        | Gustav Thöni                  | Jean-Noël Augert              | Patrick Russel                | Die Kombination zählte nicht zum Weltcup. |
| 22  | 1970/71 | Kombination                   | Gustav Thöni                  | Patrick Russel                | Edmund Bruggmann              | Die Kombination zählte nicht zum Weltcup. |
| 23  | 1971/72 | Abfahrt                       | Bernhard Russi                | René Berthod                  | Mike Lafferty                 | Abfahrt und Riesenslalom wurden in Gröden ausgetragen, die Kombination zählte nicht zum Weltcup.                                                                             |
| 23  | 1971/72 | Riesenslalom                  | Edmund Bruggmann              | Reinhard Tritscher            | Roland Thöni                  | Abfahrt und Riesenslalom wurden in Gröden ausgetragen, die Kombination zählte nicht zum Weltcup.                                                                             |
| 23  | 1971/72 | Slalom                        | Roland Thöni                  | Alain Penz                    | Andrzej Bachleda-Curuś        | Abfahrt und Riesenslalom wurden in Gröden ausgetragen, die Kombination zählte nicht zum Weltcup.                                                                             |
| 23  | 1971/72 | Kombination                   | Roland Thöni                  | Gustav Thöni                  | Henri Duvillard               | Abfahrt und Riesenslalom wurden in Gröden ausgetragen, die Kombination zählte nicht zum Weltcup.                                                                             |
| 24  | 1972/73 | Abfahrt                       | Roland Collombin              | Karl Cordin                   | David Zwilling                | Die Abfahrt wurde in Gröden ausgetragen, die Kombination zählte nicht zum Weltcup.                                                                                           |
| 24  | 1972/73 | Riesenslalom                  | David Zwilling                | Adolf Rösti                   | Helmuth Schmalzl              | Die Abfahrt wurde in Gröden ausgetragen, die Kombination zählte nicht zum Weltcup.                                                                                           |
| 24  | 1972/73 | Slalom                        | Piero Gros                    | Gustav Thöni                  | Christian Neureuther          | Die Abfahrt wurde in Gröden ausgetragen, die Kombination zählte nicht zum Weltcup.                                                                                           |
| 24  | 1972/73 | Kombination                   | David Zwilling                | Bob Cochran                   | Walter Tresch                 | Die Abfahrt wurde in Gröden ausgetragen, die Kombination zählte nicht zum Weltcup.                                                                                           |
| 25  | 1973/74 | Wegen Schneemangels abgesagt. | Wegen Schneemangels abgesagt. | Wegen Schneemangels abgesagt. | Wegen Schneemangels abgesagt. | |
| 26  | 1974/75 | Riesenslalom                  | Piero Gros                    | Greg Jones                    | Tino Pietrogiovanna           | Die Kombination zählte nicht zum Weltcup. |
| 26  | 1974/75 | Slalom                        | Ingemar Stenmark              | Paolo De Chiesa               | Fausto Radici                 | Die Kombination zählte nicht zum Weltcup. |
| 26  | 1974/75 | Kombination                   | Piero Gros                    | Ingemar Stenmark              | Paolo De Chiesa               | Die Kombination zählte nicht zum Weltcup. |
| 27  | 1975/76 | Abfahrt                       | Franz Klammer                 | Philippe Roux                 | Erik Håker                    | Die Kombination zählte nicht zum Weltcup. |
| 27  | 1975/76 | Riesenslalom                  | Engelhard Pargätzi            | Ernst Good                    | Piero Gros                    | Die Kombination zählte nicht zum Weltcup. |
| 27  | 1975/76 | Kombination                   | Franz Klammer                 | Steve Podborski               | Jim Hunter                    | Die Kombination zählte nicht zum Weltcup. |
| 28  | 1976/77 | Slalom                        | Fausto Radici                 | Piero Gros                    | Gustav Thöni                  | |
| 29  | 1977/78 | Riesenslalom                  | Ingemar Stenmark              | Heini Hemmi                   | Andreas Wenzel                | Die Kombination zählte nicht zum Weltcup. Einen in Madonna di Campiglio als Ersatzrennen für Bormio ausgetragenen Damen-Riesenslalom gewann Hanni Wenzel.                    |
| 29  | 1977/78 | Slalom                        | Ingemar Stenmark              | Klaus Heidegger               | Bojan Križaj                  | Die Kombination zählte nicht zum Weltcup. Einen in Madonna di Campiglio als Ersatzrennen für Bormio ausgetragenen Damen-Riesenslalom gewann Hanni Wenzel.                    |
| 29  | 1977/78 | Kombination                   | Ingemar Stenmark              | Klaus Heidegger               | Andreas Wenzel                | Die Kombination zählte nicht zum Weltcup. Einen in Madonna di Campiglio als Ersatzrennen für Bormio ausgetragenen Damen-Riesenslalom gewann Hanni Wenzel.                    |
| 30  | 1978/79 | Slalom                        | Martial Donnet                | Peter Lüscher                 | Christian Neureuther          | Die Kombination zählte nicht zum Weltcup, das Parallelrennen nur zum Nationencup.                                                                                            |
| 30  | 1978/79 | Parallelrennen                | Ingemar Stenmark              | Mauro Bernardi                | Karl Trojer                   | Die Kombination zählte nicht zum Weltcup, das Parallelrennen nur zum Nationencup.                                                                                            |
| 30  | 1978/79 | Kombination                   | Christian Neureuther          | Martial Donnet                | Bojan Križaj                  | Die Kombination zählte nicht zum Weltcup, das Parallelrennen nur zum Nationencup.                                                                                            |
| 31  | 1979/80 | Riesenslalom                  | Ingemar Stenmark              | Jacques Lüthy                 | Bojan Križaj                  | Die Kombination zählte nicht zum Weltcup. Die zum Weltcup zählende Kombination des 3-Tre-Riesenslaloms mit der Abfahrt von Gröden gewann Peter Lüscher.                      |
| 31  | 1979/80 | Slalom                        | Ingemar Stenmark              | Bojan Križaj                  | Paul Frommelt                 | Die Kombination zählte nicht zum Weltcup. Die zum Weltcup zählende Kombination des 3-Tre-Riesenslaloms mit der Abfahrt von Gröden gewann Peter Lüscher.                      |
| 31  | 1979/80 | Kombination                   | Ingemar Stenmark              | Bojan Križaj                  | Jacques Lüthy                 | Die Kombination zählte nicht zum Weltcup. Die zum Weltcup zählende Kombination des 3-Tre-Riesenslaloms mit der Abfahrt von Gröden gewann Peter Lüscher.                      |
| 32  | 1980/81 | Riesenslalom                  | Ingemar Stenmark              | Alexander Schirow             | Gerhard Jäger                 | Die Kombination zählte nicht zum Weltcup. Die zum Weltcup zählende Kombination des 3-Tre-Riesenslaloms mit der ersten Abfahrt von Gröden gewann Peter Müller.                |
| 32  | 1980/81 | Slalom                        | Ingemar Stenmark              | Paul Frommelt                 | Bojan Križaj                  | Die Kombination zählte nicht zum Weltcup. Die zum Weltcup zählende Kombination des 3-Tre-Riesenslaloms mit der ersten Abfahrt von Gröden gewann Peter Müller.                |
| 32  | 1980/81 | Kombination                   | Ingemar Stenmark              | Bojan Križaj                  | Paul Frommelt                 | Die Kombination zählte nicht zum Weltcup. Die zum Weltcup zählende Kombination des 3-Tre-Riesenslaloms mit der ersten Abfahrt von Gröden gewann Peter Müller.                |
| 33  | 1981/82 | Slalom                        | Phil Mahre                    | Ingemar Stenmark              | Paolo De Chiesa               | Die zum Weltcup zählende Kombination des 3-Tre-Slaloms mit der Abfahrt von Gröden gewann Phil Mahre.                                                                         |
| 34  | 1982/83 | Super-G                       | Michael Mair                  | Hans Enn                      | Pirmin Zurbriggen             | |
| 34  | 1982/83 | Slalom                        | Stig Strand                   | Ingemar Stenmark              | Phil Mahre                    | |
| 34  | 1982/83 | Kombination                   | Pirmin Zurbriggen             | Christian Orlainsky           | Franz Gruber                  | |
| 35  | 1983/84 | Super-G                       | Pirmin Zurbriggen             | Martin Hangl                  | Leonhard Stock                | Der Super-G wurde in Gröden ausgetragen. |
| 35  | 1983/84 | Slalom                        | Ingemar Stenmark              | Robert Zoller                 | Petar Popangelow              | Der Super-G wurde in Gröden ausgetragen. |
| 35  | 1983/84 | Kombination                   | Andreas Wenzel                | Thomas Bürgler                | Alex Giorgi                   | Der Super-G wurde in Gröden ausgetragen. |
| 36  | 1984/85 | Super-G                       | Marc Girardelli               | Pirmin Zurbriggen             | Martin Hangl                  | 1984/1985 gab es in Madonna auch zwei Damenrennen: Den Slalom (Ersatz für Piancavallo) gewann Dorota Tlałka, im Riesenslalom (Ersatz für Kranjska Gora) siegte Marina Kiehl. |
| 36  | 1984/85 | Slalom                        | Bojan Križaj                  | Andreas Wenzel                | Petar Popangelow              | 1984/1985 gab es in Madonna auch zwei Damenrennen: Den Slalom (Ersatz für Piancavallo) gewann Dorota Tlałka, im Riesenslalom (Ersatz für Kranjska Gora) siegte Marina Kiehl. |
| 36  | 1984/85 | Kombination                   | Andreas Wenzel                | Thomas Stangassinger          | Max Julen                     | 1984/1985 gab es in Madonna auch zwei Damenrennen: Den Slalom (Ersatz für Piancavallo) gewann Dorota Tlałka, im Riesenslalom (Ersatz für Kranjska Gora) siegte Marina Kiehl. |

Seit Dezember 1985 bestehen die 3-Tre-Rennen nur noch aus dem Slalom in Madonna di Campiglio, der bis Dezember 1996 – abgesehen von wetterbedingten Absagen – jährlich als Weltcuprennen ausgetragen wurde. Nach zweijähriger Pause und Installation einer Flutlichtanlage auf der Canalone Miramonti fand der Weltcupslalom von Dezember 1999 bis Dezember 2005 im Zweijahresrhythmus statt, wobei es zusätzlich auch im Dezember 2000 einen 3-Tre-Slalom gab, da Madonna di Campiglio als Ersatzort für Kranjska Gora eingesprungen war. Ab Dezember 2006 gab es drei Jahre lang keine 3-Tre-Rennen, danach wurden von Dezember 2009 bis Dezember 2011 Europacupslaloms veranstaltet. Im Dezember 2012 gab es erstmals seit sieben Jahren wieder einen Weltcupslalom in Madonna di Campiglio, der nun erneut im Zweijahresrhythmus ausgetragen werden soll. Für Dezember 2013 sind Europacuprennen geplant, bei denen es neben dem Slalom auch einen Super-G und eine Abfahrt geben soll.
| Nr. | Saison                        | Disziplin | 1. Platz                        | 2. Platz                        | 3. Platz                        | Anmerkungen |
| --- | ----------------------------- | --------- | ------------------------------- | ------------------------------- | ------------------------------- | --- |
| 37  | 1985/86                       | Slalom    | Jonas Nilsson                   | Bojan Križaj                    | Paul Frommelt                   | |
| 38  | 1986/87                       | Slalom    | Ivano Edalini                   | Ingemar Stenmark                | Joël Gaspoz                     | |
| 39  | 1987/88                       | Slalom    | Alberto Tomba                   | Rudolf Nierlich                 | Bojan Križaj                    | |
| 40  | 1988/89                       | Slalom    | Alberto Tomba                   | Marc Girardelli                 | Michael Tritscher               | |
| 41  | 1989/90                       | Slalom    | Wegen Schlechtwetters abgesagt. | Wegen Schlechtwetters abgesagt. | Wegen Schlechtwetters abgesagt. | |
| 42  | 1990/91                       | Slalom    | Ole Kristian Furuseth           | Thomas Fogdö                    | Marc Girardelli                 | |
| 43  | 1991/92                       | Slalom    | Finn Christian Jagge            | Alberto Tomba                   | Thomas Fogdö                    | |
| 44  | 1992/93                       | Slalom    | Patrice Bianchi                 | Alberto Tomba                   | Thomas Sykora                   | |
| 45  | 1993/94                       | Slalom    | Jure Košir                      | Alberto Tomba                   | Finn Christian Jagge            | |
| 46  | 1994/95                       | Slalom    | Wegen Schlechtwetters abgesagt. | Wegen Schlechtwetters abgesagt. | Wegen Schlechtwetters abgesagt. | |
| 47  | 1995/96                       | Slalom    | Alberto Tomba                   | Yves Dimier                     | Konrad Kurt Ladstätter          | |
| 48  | 1996/97                       | Slalom    | Thomas Sykora                   | Alberto Tomba                   | Sébastien Amiez                 | |
|     | 1997/98–1998/99: keine Rennen |           |                                 |                                 |                                 | |
| 50  | 1999/00                       | Slalom    | Finn Christian Jagge            | Benjamin Raich                  | Thomas Stangassinger            | |
| 51  | 2000/01                       | Slalom    | Mario Matt                      | Heinz Schilchegger              | Rainer Schönfelder              | Ersatzrennen für Kranjska Gora |
| 52  | 2001/02                       | Slalom    | Bode Miller                     | Giorgio Rocca                   | Tom Stiansen                    | |
| 53  | 2002/03                       | Slalom    | nicht ausgetragen               | nicht ausgetragen               | nicht ausgetragen               | |
| 54  | 2003/04                       | Slalom    | Ivica Kostelić                  | Giorgio Rocca                   | Manfred Pranger                 | 2003/04 wurden auch zwei Damenslaloms ausgetragen: Den ersten (Ersatz für Špindlerův Mlýn) gewann Anja Pärson, im zweiten (Ersatz für Vrátna) siegte Nicole Hosp. |
|     | 2004/05: keine Rennen         |           |                                 |                                 |                                 | |
| 55  | 2005/06                       | Slalom    | Giorgio Rocca                   | Benjamin Raich                  | Kalle Palander                  | |
|     | 2006/07–2008/09: keine Rennen |           |                                 |                                 |                                 | |
| 56  | 2009/10                       | Slalom    | Michael Janyk                   | Axel Bäck                       | Cristian Deville                | Europacup |
| 57  | 2010/11                       | Slalom    | Patrick Thaler                  | Jens Byggmark                   | Mattias Hargin                  | Europacup |
| 58  | 2011/12                       | Slalom    | Victor Muffat-Jeandet           | Thomas Mermillod Blondin        | Kryštof Krýzl                   | Europacup |
| 59  | 2012/13                       | Slalom    | Marcel Hirscher                 | Felix Neureuther                | Naoki Yuasa                     | |
| 60  | 2014/15                       | Slalom    | Felix Neureuther                | Fritz Dopfer                    | Jens Byggmark                   | |
| 61  | 2015/16                       | Slalom    | Henrik Kristoffersen            | Marcel Hirscher                 | Marco Schwarz                   | |
| 62  | 2016/17                       | Slalom    | Henrik Kristoffersen            | Marcel Hirscher                 | Stefano Gross                   | |
| 63  | 2017/18                       | Slalom    | Marcel Hirscher                 | Luca Aerni                      | Henrik Kristoffersen            | |
| 64  | 2018/19                       | Slalom    | Daniel Yule                     | Marco Schwarz                   | Michael Matt                    | |
| 65  | 2019/20                       | Slalom    | Daniel Yule                     | Henrik Kristoffersen            | Clément Noël                    | |
| 66  | 2020/21                       | Slalom    | Henrik Kristoffersen            | Sebastian Foss Solevåg          | Alex Vinatzer                   | |
| 67  | 2021/22                       | Slalom    | Sebastian Foss Solevåg          | Alexis Pinturault               | Kristoffer Jakobsen             | |
| 68  | 2022/23                       | Slalom    | Daniel Yule                     | Henrik Kristoffersen            | Linus Straßer                   | |
| 69  | 2023/24                       | Slalom    | Marco Schwarz                   | Clément Noël                    | Dave Ryding                     | |
| 70  | 2024/25                       | Slalom    | Albert Popow                    | Loïc Meillard                   | Samuel Kolega                   | |

## Statistik
Rekordsieger bei den 3-Tre-Rennen ist der Schwede Ingemar Stenmark, der von Dezember 1974 bis Dezember 1983 zwölf Siege feierte. An zweiter Stelle liegt der Italiener Gustav Thöni mit fünf Siegen. Je vier Siege gelangen den Österreichern Heinrich Messner, Josef Rieder und Karl Schranz.
Berücksichtigt man nur die Weltcuprennen, so führt ebenfalls Ingemar Stenmark mit neun Siegen (davon ein nur zum Nationencup zählender Parallelslalom). Dahinter kommen die Italiener Gustav Thöni und Alberto Tomba, der Norweger Henrik Kristoffersen sowie der Schweizer Daniel Yule mit je drei Weltcupsiegen. Jeweils zwei Weltcuprennen gewannen Piero Gros, Marcel Hirscher, Finn Christian Jagge, Andreas Wenzel, Pirmin Zurbriggen.